# Route nationale 447
Pour les articles homonymes, voir Route 447.
La route nationale 447 ou RN 447 était une route nationale française reliant Corbeil-Essonnes à Guignes. Après les déclassements de 1972, elle devint RD 947, RD 402 et également RN 19 (déclassée en 2007 en D 619) à la suite de la déviation de Brie-Comte-Robert.
Le numéro N 447 fut pendant une courte période attribuée à la section de la Francilienne entre Villabé et Lieusaint, lors de sa mise en service.

## De Corbeil-Essonnes à Moissy D 947 D 402N 19
- Corbeil-Essonnes
- Saint-Germain-lès-Corbeil D 402
- Lieusaint
- Moissy-Cramayel
- Limoges-Fourches N 19
- Yèbles
- Guignes